# 42487 Ångström
42487 Ångström è un asteroide della fascia principale. Scoperto nel 1991, presenta un'orbita caratterizzata da un semiasse maggiore pari a 2,4804685 UA e da un'eccentricità di 0,1360990, inclinata di 3,84022° rispetto all'eclittica.